# Минијатурa
Минијатура (итал. miniatura слика минијатора, односно калуђера који су у средњем веку радили на украшавању рукописа) је фигурална сцена или портрет малог формата, рађена различитим сликарским техникама и на различитим подлогама: папиру, пергаменту, слоновачи или металној плочици. Име је настало од латинске речи minium, што је назив за црвену оловну боју, којом су у средњовековним рукописима исписивани натписи и почетна слова поглавља и страница. Портретне минијатуре су се развиле из техника минијатура у илуминираним рукописима и биле су популарне међу елитама из 16. века, углавном у Енглеској и Француској, а прошириле су се по остатку Европе од средине 18. века, остајући веома популарне све до развоја дагеротипије и фотографије средином 19. века. Обично су то били интимни поклони које су се давали у породици или од стране мушкараца који су пуни наде у удварању, али неки владари, као што је Џејмс I од Енглеске, давали су велики број као дипломатске или политичке поклоне. Нарочито је било вероватно да ће бити насликане када је члан породице требало да буде одсутан током значајних периода, било да муж или син иду у рат или емигрирају, или ћерка која се удаје.
Први минијатуристи су користили акварел за сликање на растегнутом пергаменту, или (посебно у Енглеској) на картама за игру подрезаним у тражени облик. Техника се често називала лимнинг (као у расправи Николе Хилијарда Art of Limming око 1600. године), или сликање у малом. Током друге половине 17. века стаклени емајл сликан на бакру постаје све популарнији, посебно у Француској. У 18. веку, минијатуре су сликане акварелом на слоновачи, која је тада постала релативно јефтина. Мале величине од 40 mm × 30 mm, портретне минијатуре су често биле уграђене у медаљоне, унутрашње поклопце за сатове или комаде накита како би се могле носити са собом. Друге су биле уоквирене сталцима или окачене на зид, или уметнуте у поклопце бурмутица.

## Рани период
Портретна минијатура настала је из илуминираног рукописа, који је за потребе илустрације књига замењен техникама као што су дрвени отисци и калк штампа. Најранији портретни минијатуристи били су познати рукописни сликари попут Жана Фукеа (аутопортрет из 1450. године) и Симона Бенинга, чија је ћерка Левина Терлинц углавном сликала портретне минијатуре, а преселила се у Енглеску, где је њен претходник као дворски уметник Ханс Холбајн Млађи сликао неке минијатуре. Лукас Хоренбоут је био још један холандски сликар минијатура на двору Хенрија VIII.
Француска је такође имала снажну традицију минијатура, усредсређених на двор, иако су се средином 16. века концентрисали на веће слике, око распона величина модерне књиге у меком повезу, које се можда не квалификују као минијатуре у уобичајеном смислу. То могу бити слике или готови цртежи са неком бојом, а произвели су их Франсоа Клуе (око 1510 – 1572) и његови следбеници.
Најранији француски сликари минијатуре били су Жан Клуе (умро око 1540), његов син Франсоа Клуе, Жан Переал и други; али о њиховом раду у портретисању данас постоји мало трага, иако им се приписује много портрета и огроман број цртежа. Седам портрета у Рукопису Галског рата (Националне библиотеке) припидано је једном од Клуеа; а њима се може додати и фино дело, у колекцији Пјерпонт Моргана, које представља Маршала де Брисака. Пратећи ове људе налази се на Симона Ренара де Ст. Андреа (1613–1677) и Жана Котела. Други чија имена би се могла поменути били су Јозеф Вернер (1637–1710) и Росалба Каријера (1675–1757).
Први познати енглески портретни минијатуриста је Никола Хилијард (око 1537–1619), чији је рад био конзервативан у стилу, али веома осетљив на карактер седитеља; његова најбоља дела су лепо изведена. Боје су непрозирне, а злато се користи за појачавање ефекта, док су слике на карти. Дела су често потписана, а често имају и латински мото на себи. Хилијард је неко време радио у Француској и вероватно је идентичан сликару на кога се алудира 1577. као Никола Белијарт. Хилијарда је наследио његов син Лоренс Хилијард (умро 1640); техника му је била слична очевој, али смелија, а минијатуре богатије бојама.
Исак Оливер и његов син Питер Оливер наследили су Хилијарда. Исак (око 1560–1617) је био Хилијардов ученик, док је Питер (1594–1647) је био Исаков ученик. Њих двојица су најраније дали заокруженост и облик лицима која су сликала. Своја најбоља дела су потписивали монограмом, и сликали не само веома мале минијатуре, већ и оне веће величине чак 10 in × 9 in (250 mm × 230 mm). Они су копирали за Чарлса I Енглеског (1600-1649) у малом обиму многе његове познате слике старих мајстора.
Дана 28. априла 1733. године, дошло је до страшног уништења портретних минијатура у пожару у Куће беле чоколаде и кафе. Сер Ендру Фоунтејн је изнајмио две собе у Вајту да привремено ту држао своју огромну колекцију портрета које су урадили Хилијард, Оливерови, Семјуел Купер и други. Цела кућа је изгорела; број уништених слика био је толики да је пепео пажљиво просејан да би се повратило злато из спаљених носача минијатура.

## Манифестације минијатуре
- Међународни бијенале уметности минијатуре у Горњем Милановцу се одржава од 1989. године.